# Hollywood United FC
Hollywood United Football Club é uma agremiação esportiva da cidade de Los Angeles, Califórnia.  Atualmente disputa a Região IV da United States Adult Soccer Association.

## História
Fundado em 1988, o clube é conhecido internacionalmente por ter tido em sua categoria senior vários famosos como Anthony LaPaglia, Dermot Mulroney, Brandon Routh, Gilles Marini, Ralf Little, Donal Logue, Jimmy Jean-Louis, Steve Jones, Robbie Williams, Christian Olde Wolbers, Ziggy Marley,Danny Cannon, Paul Bravo, Vinnie Jones, Eric Wynalda, John Harkes, Alexi Lalas, Richard Gough e Frank Leboeuf.
Em 2009 o Hollywood comprou a franquia do San Fernando Valley Quakes  para disputar a National Premier Soccer League. Sua primeira partida oficial foi contra o Fresno Fuego no dia 1 de maio de 2009. 
Disputou a Lamar Hunt U.S. Open Cup em duas oportunidades, em 2008 e 2011. Disputou a NPSL entre 2009 e 2010, quando se transferiu para a USL Premier Development League. 

## Estatísticas

### Participações
|  | Participações em 2017 |

| Competição     | Competição               | Temporadas | Melhor campanha      | Estreia | Última | P | R |
| Estados Unidos | Lamar Hunt U.S. Open Cup | 2          | Primeira fase (2011) | 2008    | 2011   |   | – |